# Wągrodno (powiat piaseczyński)
Wągrodno – wieś sołecka w Polsce położona w województwie mazowieckim, w powiecie piaseczyńskim, w gminie Prażmów.
Wieś szlachecka położona była w drugiej połowie XVI wieku w powiecie grójeckim ziemi czerskiej województwa mazowieckiego. Do 1952 roku miejscowość była siedzibą gminy Wągrodno. W latach 1975–1998 miejscowość należała administracyjnie do województwa warszawskiego.
Przez wieś przebiega odcinek drogi wojewódzkiej nr 683.